# Acalypha ruiziana
Acalypha ruiziana é uma espécie de flor do gênero Acalypha, pertencente à família Euphorbiaceae.